# Radotxa
Radotxa (en rus: Радоча) és un poble de l'óblast de Nóvgorod, a Rússia, segons el cens del 2010 tenia 18 habitants.